# Ohrozim
Obec Ohrozim se nachází v okrese Prostějov v Olomouckém kraji. Žije zde 468 obyvatel. Hlavní dominantou obce je kostel sv. Václava.

## Název
Jméno vesnice, původně mužského rodu, bylo odvozeno (fakticky změkčením koncové souhlásky) od osobního jména Ohrozim (což vlastně byl tvar příčestí přítomného trpného slovesa ohroziti) a znamenalo "Ohrozimův majetek". V místní lidové mluvě se mužský rod jména vsi udržel až do 20. století.

## Historie
Poprvé je Ohrozim zmíněna roku 1131 v kupních smlouvách olomoucké kapituly, která zde vlastnila  šest popluží. V závěru 13. století získal její polovinu olomoucký klášter dominikánek, který ji však záhy směnil za jiná zboží. V polovině 14. století patřil díl vsi místnímu vladykovi Mikuláši Dítěti z Ohrozimi a jen krátce poté je zde poprvé zmiňován farní kostel.
Mladší dějiny ohrozimského zboží byly vesměs spjaty s osudy panství Plumlov pod něž patřilo od roku 1384. V té době už v Ohrozimi existovala fara. Ta zanikla za třicetileté války a byla jako kaplanka nejprve obnovena k roku 1785. 

## Obecní symboly
Obecní symboly Ohrozimi udělil 22. ledna 2001 Václav Klaus, předseda Parlamentu České republiky. Jejich slavnostní vysvěcení proběhlo 6. května 2001 v místním chrámu u příležitosti svěcení nového obětního stolu.
Blason znaku: Červeno-zlatě polcený štít s modrou hlavou. V ní doleva položený stříbrný meč se zlatým jílcem a záštitou, přeložený červenou zlatě zdobenou knížecí korunou (symboly svatého Václava odkazující k patrociniu zdejšího kostela). Vpravo tři zlaté ryby pod sebou (vladycký rod Pranteylů z Ohrozimě), vlevo půl černé zubří hlavy se zlatou houžví (šlechtický rod Pernštejnů).
Blason vlajky: List tvoří žerďový modrý klín s vrcholem na vlajícím okraji a horní žluté a dolní červené trojúhelníkové pole. V modrém klínu bílý meč se žlutým jílcem a záštitou hrotem k vlajícímu okraji, překrytý na čepeli červenou, žlutě zdobenou knížecí korunou. Poměr šířky k délce listu je 2:3.

## Obyvatelstvo

### Struktura
Vývoj počtu obyvatel za celou obec i za jeho jednotlivé části uvádí tabulka níže, ve které se zobrazuje i příslušnost jednotlivých částí k obci či následné odtržení.
| Místní části   | Místní části | 1869 | 1880 | 1890 | 1900 | 1910 | 1921 | 1930 | 1950 | 1961 | 1970 | 1980 | 1991 | 2001 | 2011 |
| -------------- | ------------ | ---- | ---- | ---- | ---- | ---- | ---- | ---- | ---- | ---- | ---- | ---- | ---- | ---- | ---- |
| Počet obyvatel | část Ohrozim | 582  | 581  | 638  | 612  | 657  | 655  | 672  | 618  | 633  | 550  | 504  | 424  | 424  | 472  |
| Počet domů     | část Ohrozim | 87   | 101  | 107  | 107  | 119  | 129  | 143  | 162  | 163  | 159  | 152  | 169  | 170  | 188  |

## Pamětihodnosti
- Socha svatého Floriána na návsi
- Mohylník, archeologické naleziště
- Čubernice - přírodní památka v místě pravěkého hradiště z pozdní doby kamenné. Nečetnými povrchovými nálezy doloženo osídlení z pozdní doby kamenné, podrobnější výzkumy nebyly provedeny.
- Přírodní památka Za hrnčířkou
- Přírodní památka Ohrozim-Horka
- Jasan u studánky – památný strom u pramene Lešanského potoka (49°29′38,2″ s. š., 17°0′24,7″ v. d.)
- Kostel svatého Václava

### Zaniklé stavby
- Větrný mlýn

## Socha svatého Floriána
Na návsi se nachází socha svatého Floriána, patrona všech hasičů, pocházející z roku 1828. Je zhotovena z pískovce a ohraničena železnou ohrádkou.
Sv. Florián je oblečen v oděvu římského vojáka, tzn. v plášti a s přilbicí. V pravici drží vědro, v levici praporec ukončený pozlaceným hrotem. Zdejší socha je od roku 1958 vedena mezi kulturními památkami.

## Čubernice
Severně nad Plumlovskou přehradou se nachází přírodní památka Čubernice. Jedná se o ze tří stran nepřístupnou stráň porostlou křovinami s teplomilnou květenou a výskytem koniklece. Její rozloha činí necelé 1,2 ha. Bylo zjištěno, že se zde nacházelo hradiště z pozdní doby kamenné. Dodnes jsou z něj vidět nepatrné náznaky v terénu, zvláště na jižní straně a kolem vrcholu. V osmdesátých letech 19. století zde plumlovský řezník Pácl vykopal 16 měděných seker a dýk. Většina tehdejšího nálezu byla rozebrána místními lidmi. Jen malá část se nachází v zámeckém muzeu v Brně a jedna sekyra byla umístěna do Vlastivědného muzea v Olomouci. Místní hradiště však nebylo dodnes důkladně prozkoumáno. V okolí se nachází chatová oblast. Jméno Čubernice nese i motel pod tímto kopcem.

## Větrný mlýn
Větrný mlýn, holandského typu, na Horce začal mlít 27. března 1838. Posledním mlynářem byl Josef Motal z Lešan. V domě poblíž zřídil hostinec, ve kterém pořádal taneční zábavy pro mládež.
Od roku 1890 se mlýn používal jako skladiště pro hospodářské nářadí a píci.  Kolem roku 1922 byl rozebrán a materiál použit na stavby v okolí. Dodnes se dochovaly pouze kruhové základy a mlýnský kámen.

## Kostel svatého Václava
Původní gotický kostel už v polovině 19. století nedostačoval potřebám obce. Nový kostel byl postaven v roce 1853 a můžeme ho zařadit do novorománského slohu. I díky tomuto počinu byla v roce 1859 v obci opět obnovena farnost. V letech 2003 a 2004 prošel chrám rozsáhlou rekonstrukcí.

## Osobnosti
- Antonín Tesař (1855–?) – prezident notářské komory v Brně, spoluzakladatel spolku Dům útěchy.[10]
- Antonín Gottwald (1869–1941), učitel, sběratel a amatérský archeolog.
- Josef Obr (1877–1965) – lesmistr, vynálezce v oboru lesních strojů (tzv. Obrovy klučky)
- Karel Dobeš (1883–1963) – řídící učitel na zdejší obecné škole v letech 1921 až 1924, amatérský archeolog.[11]
- Alois Král (1895–1945) – pedagog, člen odboje, oběť nacismu.[12]
- Josef Obr (1896–1970) – překladatel z estonštiny, novinář a gymnaziální učitel
- Václav Otáhal (1908–1942) – římskokatolický kněz, rodák z Horní Moštěnice, kaplanem v Ohrozimi v letech 1935 až 1936. Zatčen nacisty v Drahotuších 1. září 1939 v rámci Akce Albrecht I. Zemřel v koncentračním táboře Dachau 1. prosince 1942 na následky flegmóny.[13] Jeho jméno je uvedeno v seznamu českých katolických kněží a řeholníků perzekvovaných nacistickým režimem.
- Jaroslav Chlup (1919–1943) – plukovník in memoriam, pilot 310. československé stíhací perutě RAF [14][15]
- Kamil Obr (* 1971) – římskokatolický kněz[16]

## Letecké nehody
Obyvatelé Ohrozimi byli svědky dvou leteckých nehod. První se udála 15. července 1937. Zahynul při ní dvaadvacetiletý pilot-žák Jozef Kamenický z Nitry, když vyskočil ve výšce 150 m, ale neotevřel  se mu padák. Jeho instruktor, třicetiletý Jaromír Gungal z Bítova, zemřel na následky zranění 7. srpna 1937. Jaromír Gungal byl učitelem létání Františka Fajtla.
Druhá havárie z 18. července 1952 připravila o život osm mužů: Ludovíta Pivarčeka, Josefa Kvapila, Vladimíra Kroftu, Jiřího Jehličku, Vladislava Pachtu, Karla Kostelníčka, Jana Podhorského a Cyrila Hanuliaka. V jasném počasí po sedmé hodině ranní, při startu z letiště Prostějov – Stichovice, havaroval dvoumotorový C-3Bv. Letounu vysadil motor a v zatáčce tzv. sklouzl po křídle.

## Galerie

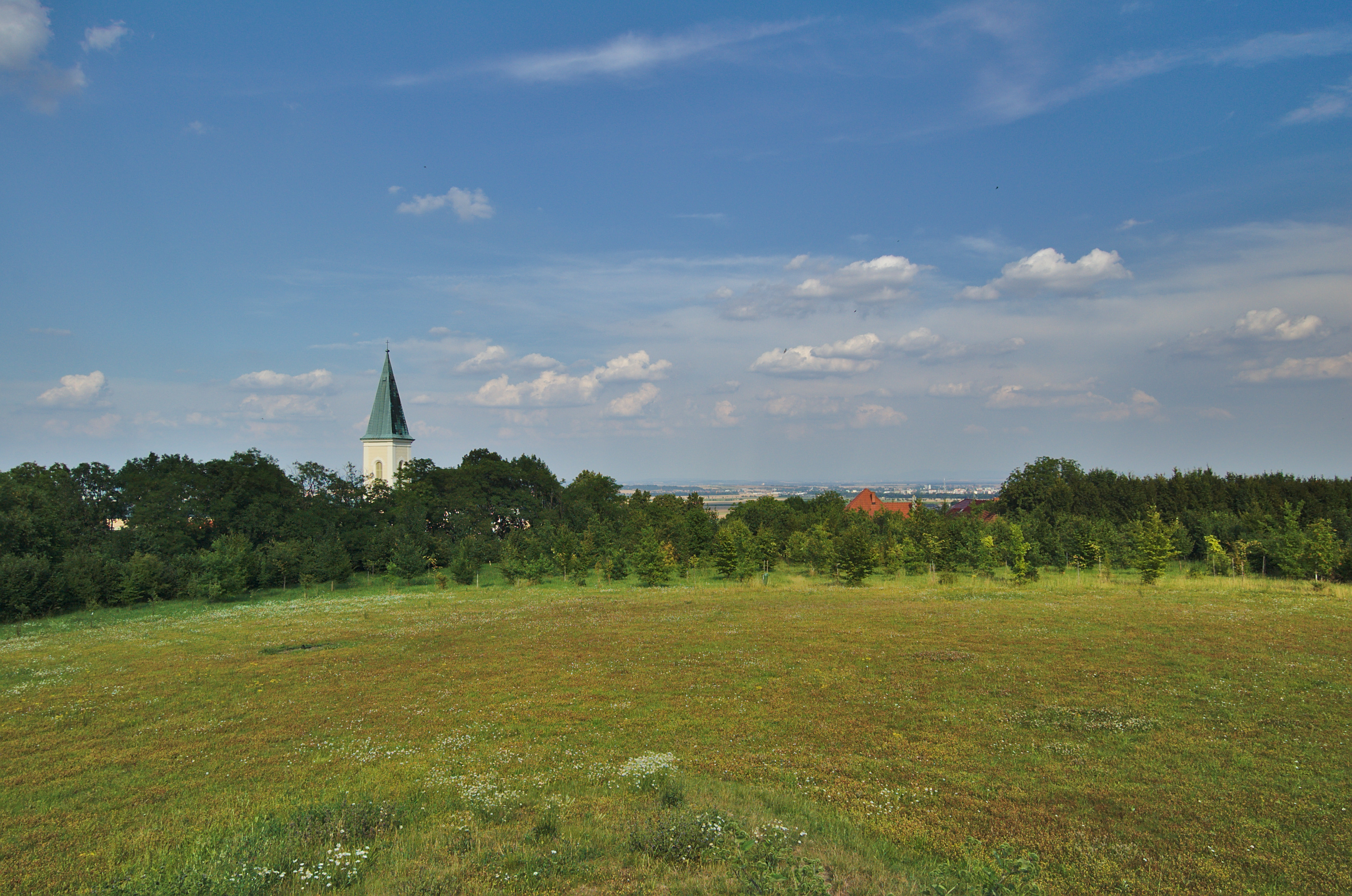
Pohled na Ohrozim z poldru nad obcí
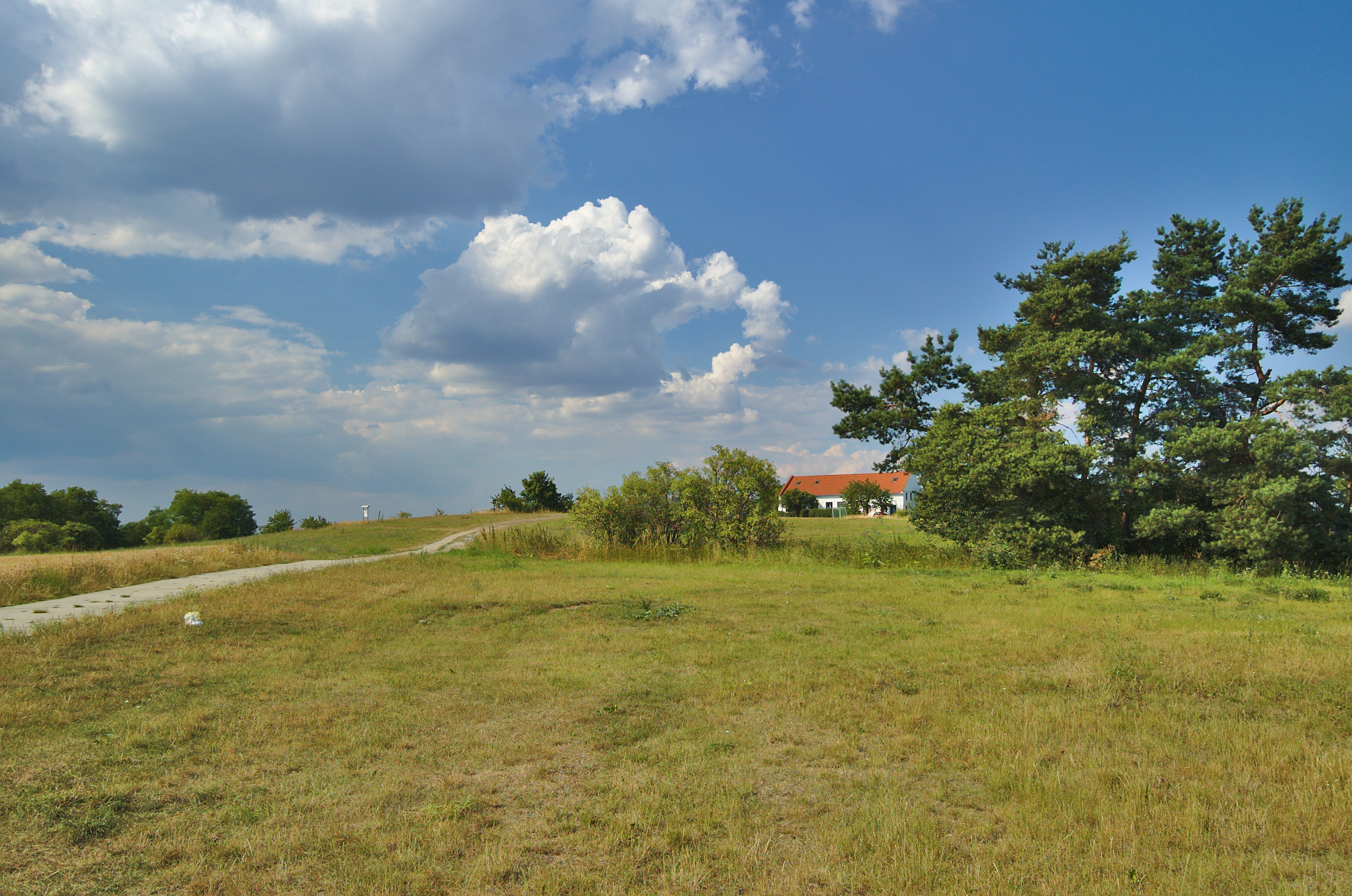
Pohled k samotě Horka nad Ohrozimí
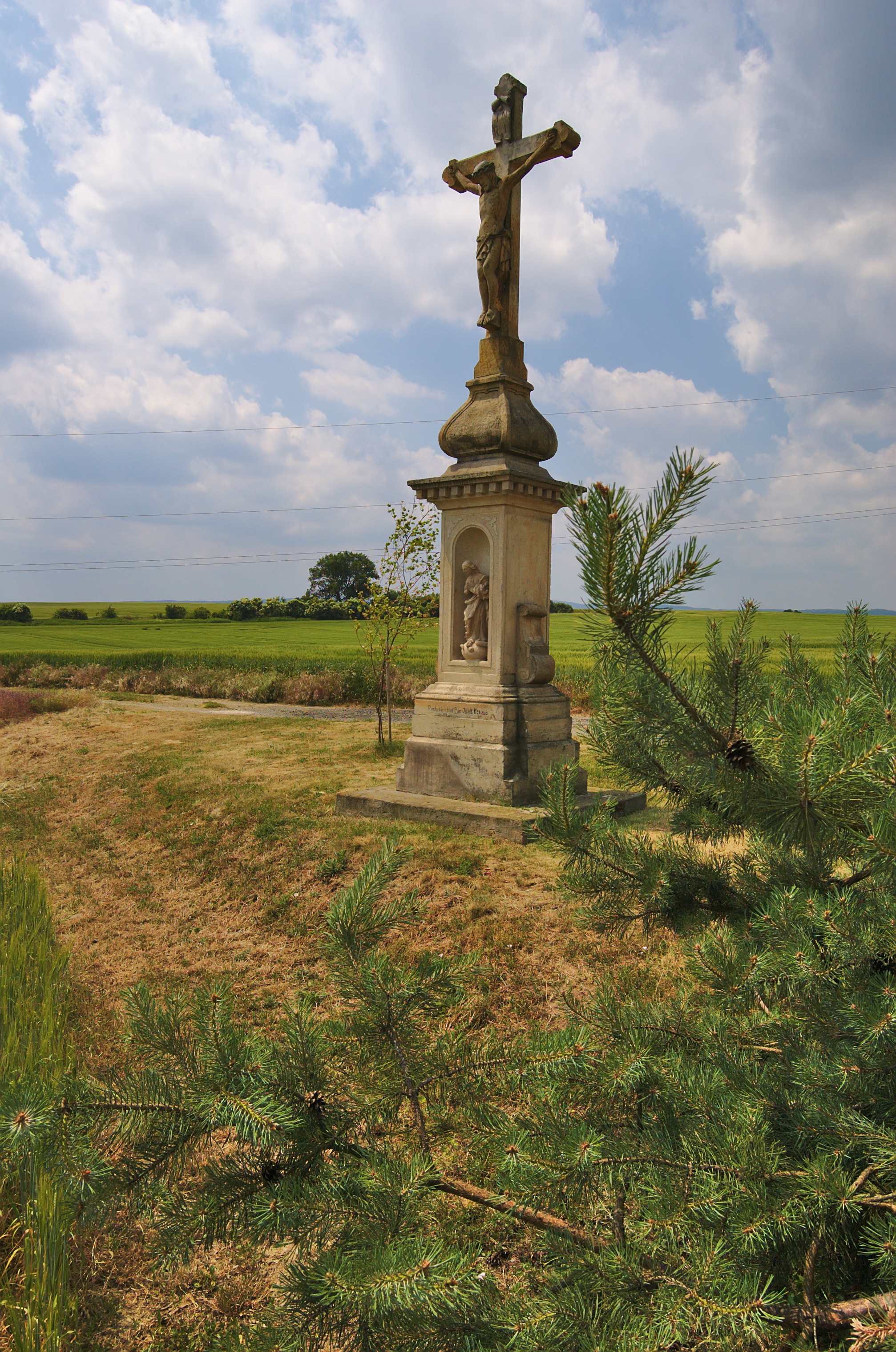
Kříž nad obcí
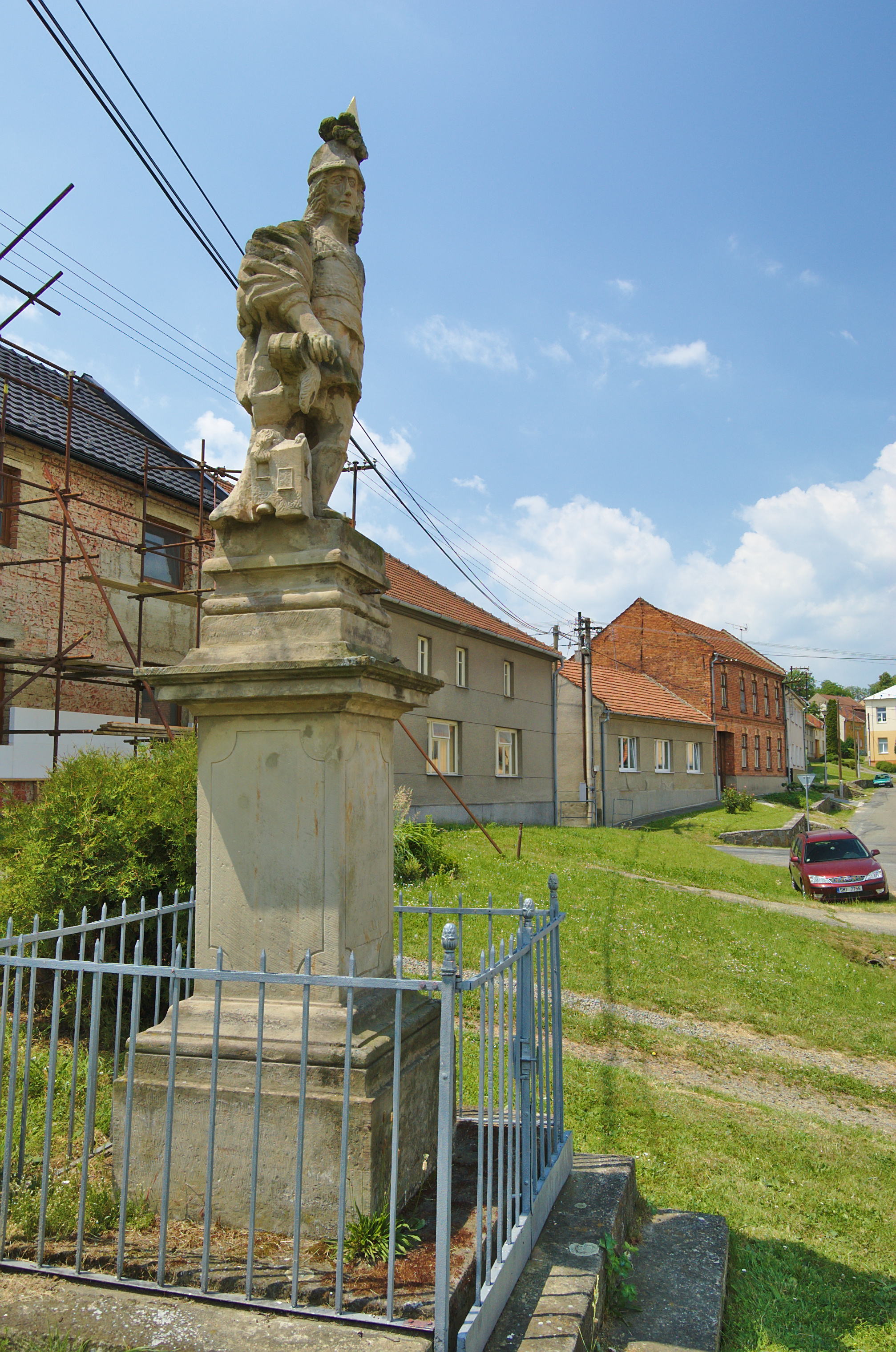
Socha svatého Floriána
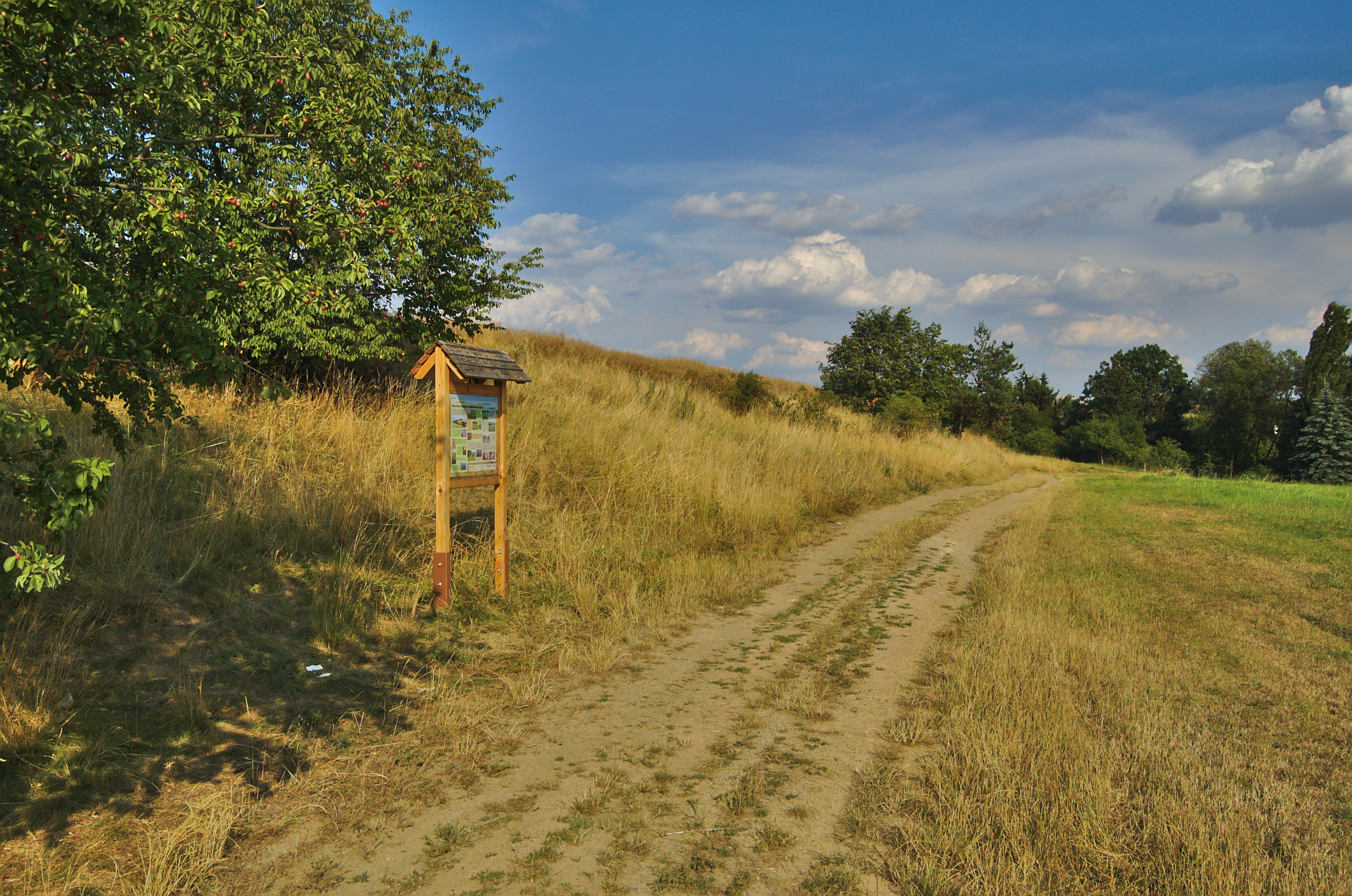
Lokalita U Jasénků u Plumlova
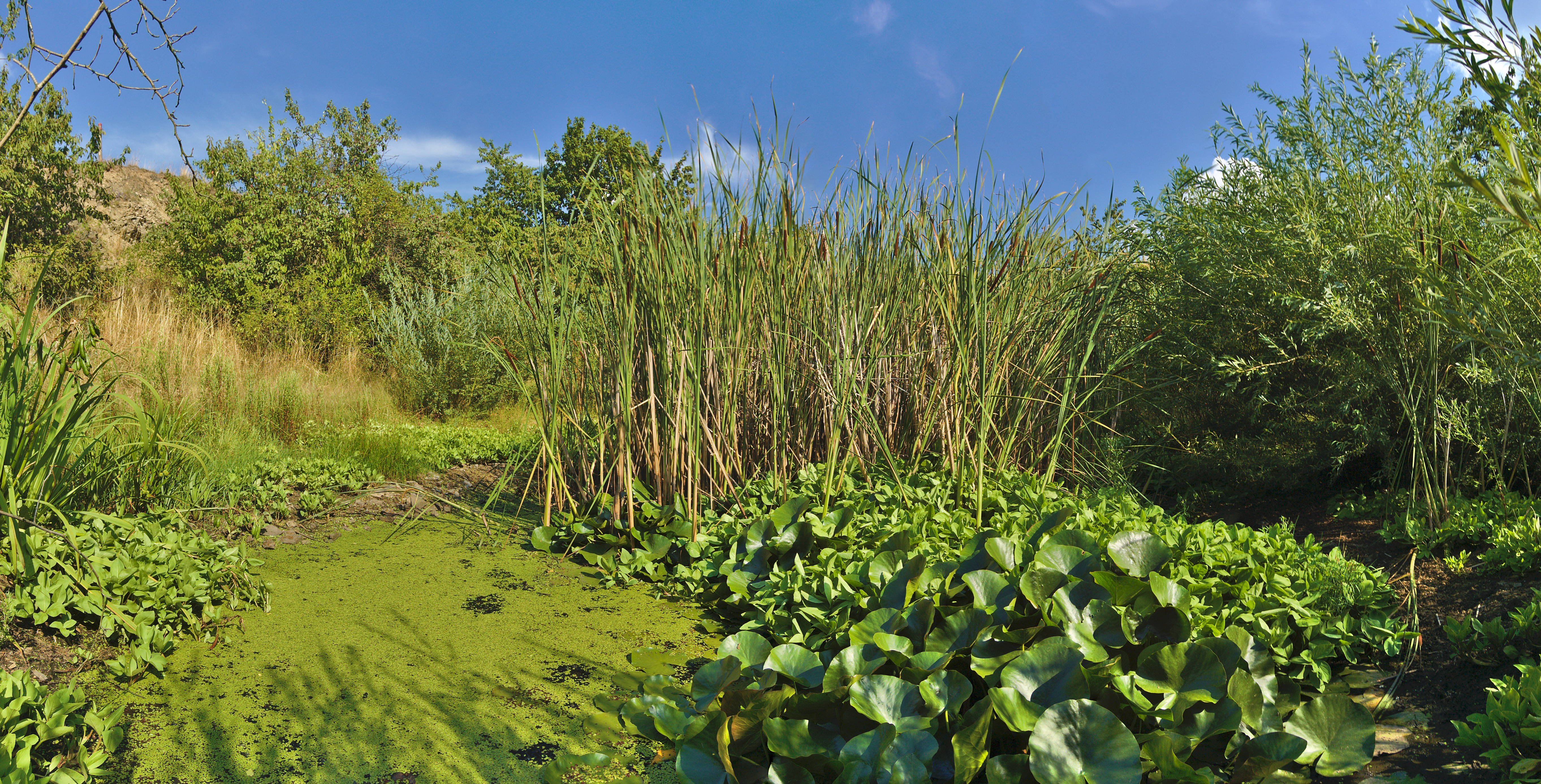
Přírodní památka Ohrozim-Horka
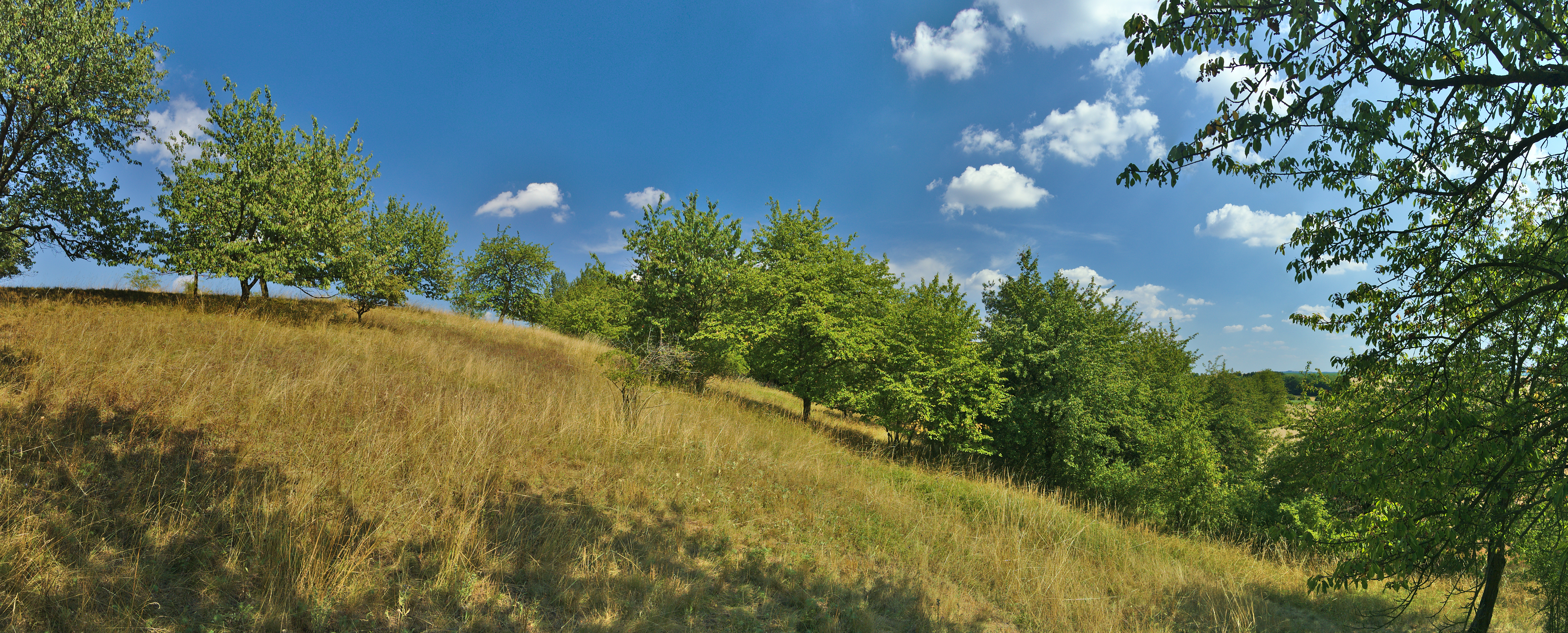
Přírodní památka Za Hrčířkou
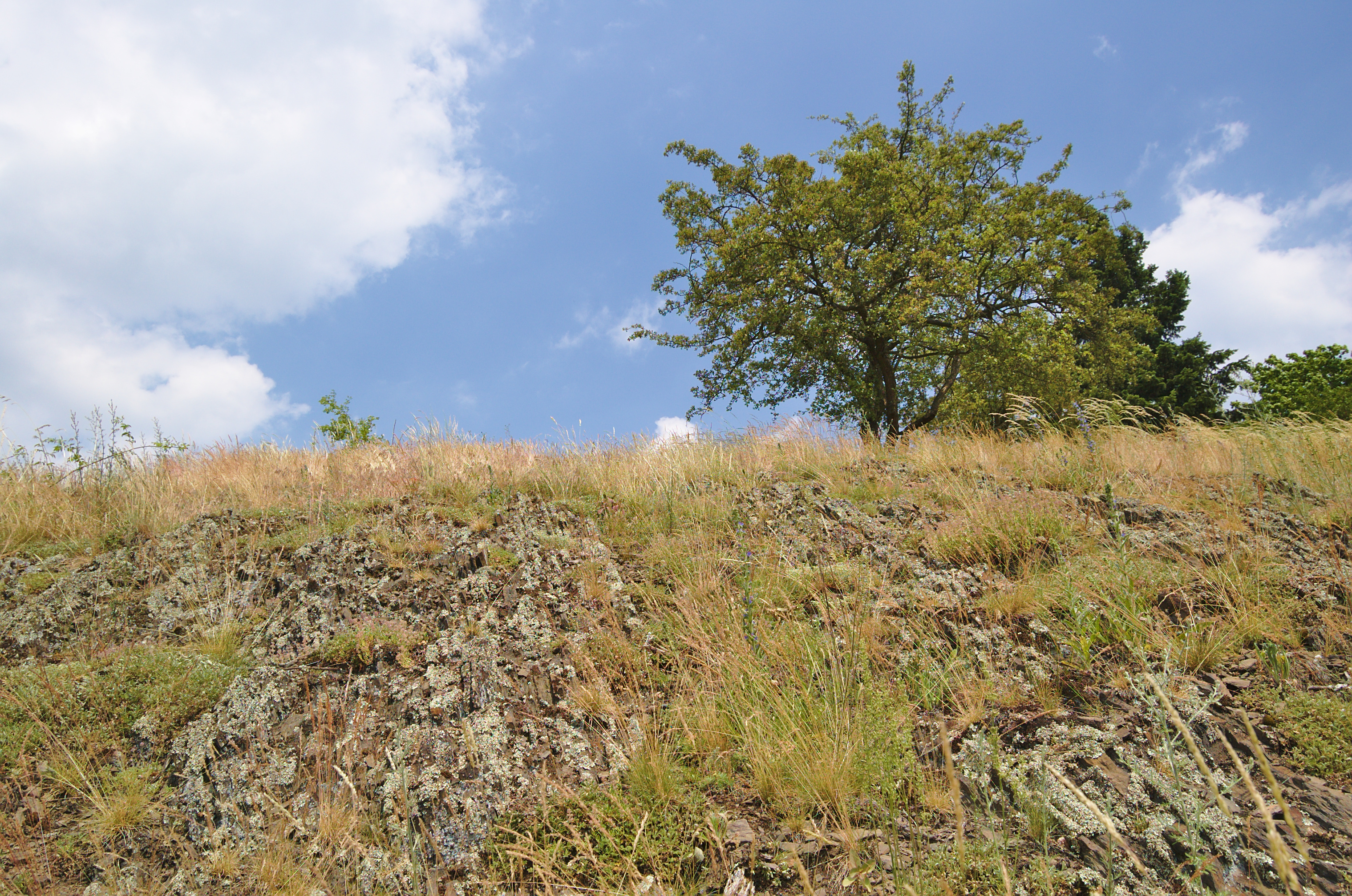
Přírodní památka Čubernice
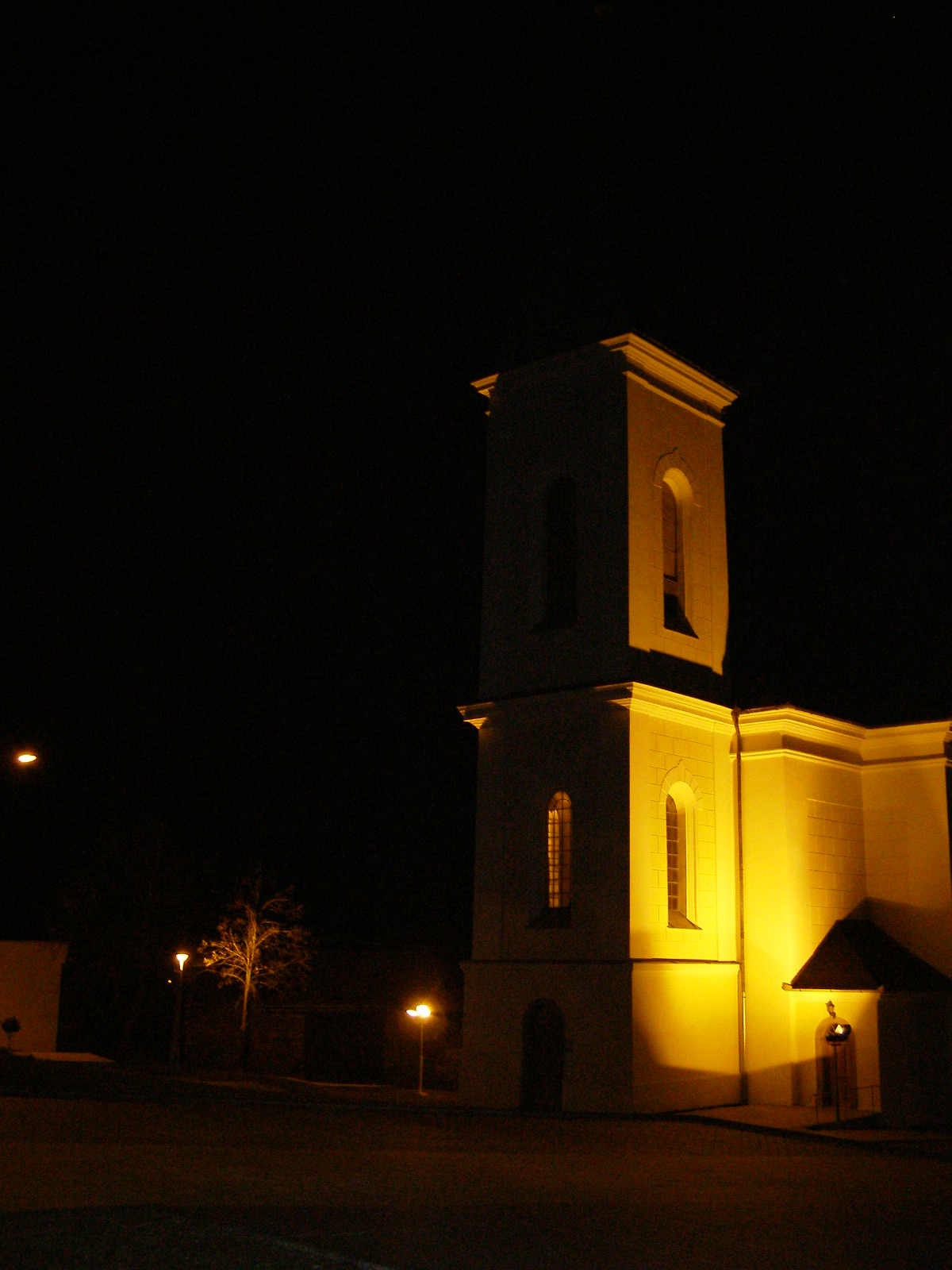
Kostel sv. Václava